# Igor Elortza
Igor Elortza Aranoa (Durango, Vizcaya, 18 de agosto de 1975) es un Bertsolari, escritor y músico español.

## Biografía
Igor Elortza (Durango, 18 de agosto de 1975) es un versolari, escritor y músico vasco que nació en Durango en el seno de una familia trabajadora donde su padre era tornero y su madre profesora de euskera. Desde pequeño empezó a estudiar el arte de los versos en la bertso-eskola del colegio Kurutziaga de mano de Jon lopategi y Santi Belarra. Después de notables actuaciones en el ámbito escolar, de muy joven empieza a cantar en las plazas junto a los adultos.
Desde  1991 no ha dejado de cantar en las plazas con multitud de compañeros y compañeras de especialidad de diferentes generaciones. Además de la práctica del versolarismo, ha tocado otras disciplinas artísticas como han sido la música, el teatro, guiones televisivos, la literatura juvenil, publicidad y un largo etcétera.
Además ha sido el creador de diferentes músicas para utilizarlas a la hora de cantar los versos. Ha formado parte de más de 200 sesiones en plazas y campeonatos, donde ha tenido la suerte de ser galardona con la txapela de campeón en 5 campeonatos de Bizkaia de versos, además, ha llegado en 4 ocasiones a la final nacional de versos. Ha formado parte de la dirección del café teatro Plateruena de Durango como también en un miembro activo de la asociación Bertsozale Elkartea. Ha trabajo en un sinfín de proyectos relacionados con las artes y el impulso del euskera.
Además es topógrafo Técnico  por la Universidad del País Vasco, tiene un máster en comunicación y dirección de instituciones y empresas por la Universidad Autónoma de Barcelona, así como un grado en transmisión de la cultura vasca por la Universidad de Mondragón.

## Versolarismo
- Campeonato nacional de bertsos:
  - Bertsolari txapelketa nagusia 1993: semifinalista
  - Bertsolari txapelketa nagusia 1997: semifinalista.
  - Bertsolari txapelketa nagusia 2001: finalista.
  - Bertsolari txapelketa nagusia 2005: finalista.
  - Bertsolari txapelketa nagusia 2009: semifinalista.
  - Bertsolari txapelketa nagusia 2013: finalista, tercer clasificado
  - Bertsolari txapelketa nagusia 2017: finalista.[1]

- Campeonato de versolaris de Vizcaya:
  - Campeonato de Vizcaya 2000: ganador
  - Campeonato de Vizcaya 2002: ganador
  - Campeonato de Vizcaya 2004: ganador
  - Campeonato de Vizcaya 2008: ganador
  - Campeonato de Vizcaya 2012: segundo puesto

- Campeonato de versolaris de Vizcaya-Álava:
  - Campeonato de Vizcaya-Álava 1990: finalista, sexto
  - Campeonato de Vizcaya-Álava 1992: finalista, cuarto
  - Campeonato de Vizcaya-Álava 1994: finalista, sexto
  - Campeonato de Vizcaya-Álava 1996: finalista, tercero)
  - Campeonato de Vizcaya-Álava 1998: ganador

- Campeonato escolar de versolaris:
  - Campeonato escolar de Euskadi 1993: ganador (mayores)
  - Campeonato escolar de Vizcaya 1993: ganador (mayores)
  - Campeonato escolar de Euskadi 1991: segundo puesto (mayores)
  - Campeonato escolar de Euskadi 1990: segundo puesto (mayores)
  - Campeonato escolar de Euskadi 1989: segundo puesto (pequeños)
  - Campeonato escolar de Vizcaya 1889: ganador (pequeños)

## Literatura
- Margolana (Zubia-Santillana 1999 – Premio Galtzagorri 2001)[2]
- ha Hecho trabajos en la agencia de Comunicación di-da.[3]

## Teatro
- Errautsak (2010 – Premio Teatro San Sebastián 2011) junto a Unai Iturriaga[4]
- Francoren bilobari gutuna (2016 - Premio Teatro San Sebastián 2017) junto a Unai Iturriaga[5]

## Música
- Con el grupo 7 Eskale, ha sacado dos discos:
  - Bertso berriak pobreziari jarriak (GOR Diskak, 1995)
  - Barrenkaleko Bluesak (Gaztelupeko Hotsak, 1997)
- Junto a Unai Iturriaga formó el grupo Gu ta Gutarrak y sacó otro disco:
  - Bertso berriak eta lagun zaharrak (Lanku, 2007)[6]

## Premios
•	Premio Igartza: Premio Osinalde (1): 1991
•	Competición de kopla de Zarauz (2): 2008, 2015